# Понтонная (платформа, Волховстроевское направление)
Понто́нная — железнодорожная платформа в Колпинском районе Санкт-Петербурга в посёлке Понтонный.
Находится в 23 км от Московского вокзала на участке Санкт-Петербург — Волховстрой, на перегоне Ижоры—Сапёрная.
Имеются две платформы, позволяющие принимать электропоезда длиной в 12 вагонов, билетная касса. Зал ожидания отсутствует. В настоящее время устанавливается шумозащитный забор.